# Olympiade d'échecs de 1954

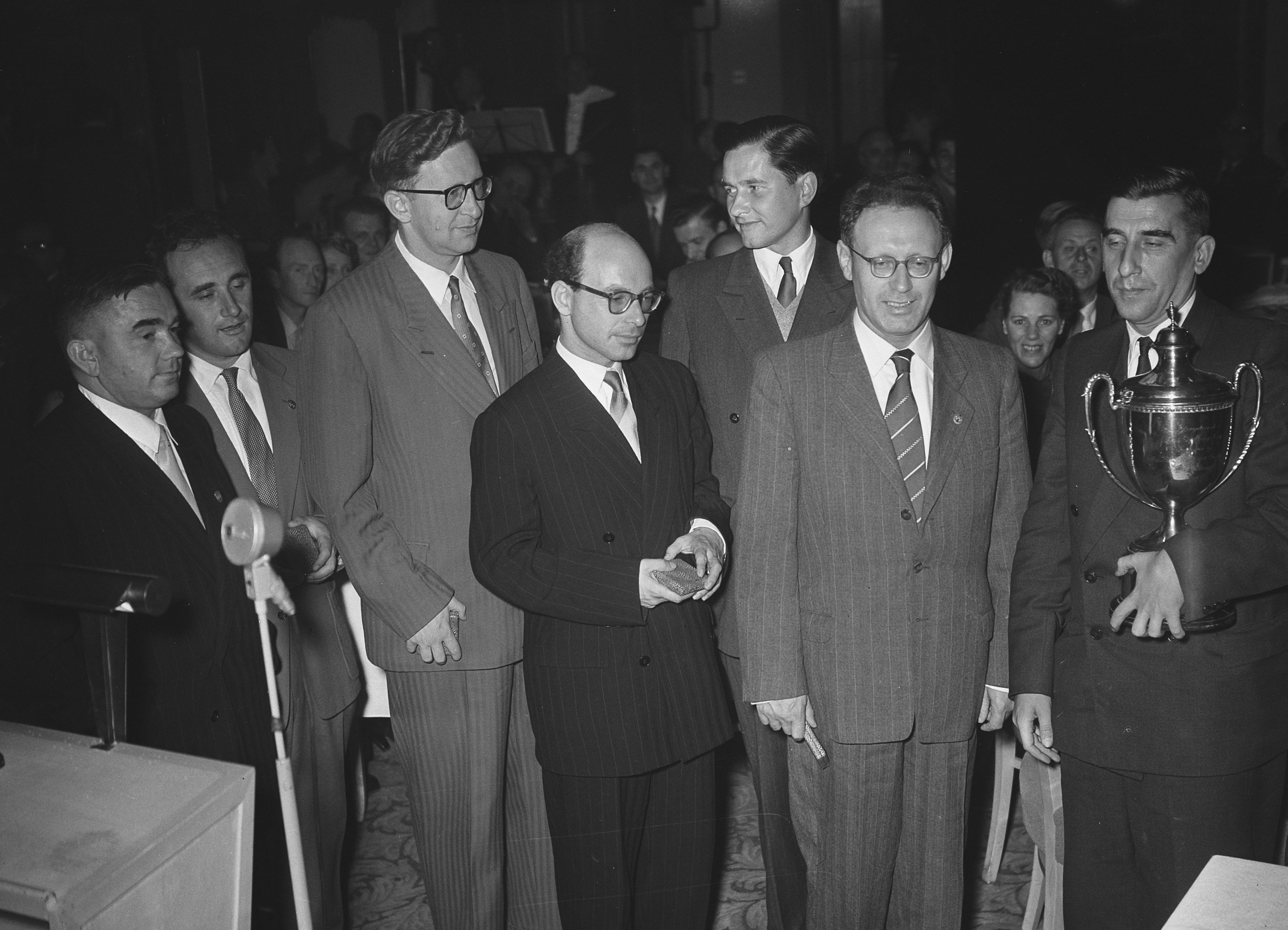
Équipe soviétique à l'Olympiade d'échecs de 1954.

L'Olympiade d'échecs de 1954 est une compétition mondiale par équipes et par pays organisée par la FIDE. Les pays s'affrontent sur 4 échiquiers. Chaque équipe peut présenter 6 joueurs (4 titulaires et 2 suppléants). Cette 11e Olympiade s'est déroulée du 4 au 25 septembre 1954 à Amsterdam aux Pays-Bas.
Les points ne sont pas attribués au regard des résultats des matches inter-nations, mais en fonction des résultats individuels sur chaque échiquier (un point par partie gagnée, un demi-point pour une nulle, zéro point pour une défaite).

## Tournoi masculin

### Contexte
L'olympiade devait avoir lieu à Buenos Aires en Argentine dont la Fédération avait promis de prendre en charge les voyages des équipes européennes. Des difficultés financières ne permettant pas de tenir cette promesse, l'Argentine déclara ne pas être en mesure d'organiser la manifestation six semaines seulement avant la date prévue. Les Pays-Bas relevèrent le défi deux jours seulement après la défection de l'Argentine.
Cette olympiade réunit 26 nations. Toutes les grandes nations d'échecs sont présentes à l'exception des États-Unis.
La compétition se déroule sur deux tours. Les équipes sont réparties en 4 groupes éliminatoires, les trois premiers de chaque groupe se disputant la finale A.

### Résultats
| Classement final |                      |      |
| 1er              | Union soviétique     | 34   |
| 2e               | Argentine            | 27   |
| 3e               | Yougoslavie          | 26,5 |
| 4e               | Tchécoslovaquie      | 24,5 |
| 5e               | Allemagne de l'Ouest | 23,5 |

La France termine 6e et avant-dernière du groupe 2, elle est reversée dans la petite finale (finale B). Elle est modestement classée 21e de l'olympiade.

### Participants individuels
- Pour l'URSS : Botvinnik, Smyslov, Bronstein, Keres, Geller, Kotov.
- Pour l'Argentine : Najdorf, Bolbochán, Panno, Guimard, Rossetto, Pilnik.
- Pour la Yougoslavie : Pirc, Gligorić, Trifunović, Rabar, Fuderer, Matanović.
- Pour la Tchécoslovaquie : Luděk Pachman, Miroslav Filip, František Zíta, Jiří Fichtl, Maximilian Ujtelky.
- Pour la France : Bernstein, Raizman, Thiellement, Bergraser, Noradounghian, Burstein (médaillé d'or).

On retrouve aux quatre premières places les mêmes qu'à la précédente olympiade. L'URSS écrase la compétition obtenant 7 points d'écart sur son second en poule finale. Elle gagne tous ses matches, ne concédant que deux résultats nuls (2-2) contre les Pays-Bas au tour préliminaire (qu'elle écrase en finale : 3,5-0,5) et contre Israël en poule finale. Ses joueurs ne subissent que 3 défaites sur 64 parties et Keres fait un score de 96 %, au quatrième échiquier (+13-0=1).